# Bryan Johansson
Bryan Willy Shyaka Johansson, född 27 juli 1995 i Lyon, är en svensk fotbollsspelare som spelar för Åsa IF. Han har även spelat för Sveriges futsallandslag samt IFK Göteborg och Skoftebyns IF i Svenska Futsalligan.

## Karriär
Johanssons moderklubb är IF Heimer. I september 2011 gick Johansson över till IF Elfsborg, då hans familj hade flyttat till Borås. 2012 gick han över till GAIS ungdomslag.
I november 2014 skrev Johansson på ett lärlingskontrakt med GAIS och flyttades upp i a-laget. Han tävlingsdebuterade i Superettan den 6 april 2015 mot Varbergs BoIS. Den 11 april gjorde han sitt första a-lagsmål när han i den sista övertidsminuten gjorde det vinnande 1–0-målet över Degerfors IF. I augusti 2015 lånades Johansson ut till Lidköpings FK för resten av säsongen. Han debuterade den 7 augusti 2015 i en vinstmatch mot Skövde AIK (2–1), där Johansson även gjorde sitt första mål för klubben.
Efter säsongen 2015 lämnade han GAIS. I februari 2016 värvades Johansson av Qviding FIF, där han skrev på ett ettårskontrakt. I februari 2017 förlängde han sitt kontrakt.
Inför säsongen 2018 gick han till division 3-klubben Västra Frölunda IF. Inför säsongen 2024 gick han till Åsa IF.